# Barón de Abella
Barón de Abella is een sinds 1477 bestaande Catalaanse en sinds 1817 Spaanse adellijke titel.

## Geschiedenis
Op 8 mei 1477 werd de titel van barón de Abella gecreëerd voor don Luis Juan Milán de Aragon, barón de Carricola. Op 6 december 1817 werd de titel geconverteerd en gerehabiliteerd tot een titel in het Spaanse koninkrijk. In de loop der tijd ging na 1817 de titel over naar de geslachten Calasanz, Abad en Lancaster.
Huidig titeldrager is sinds 8 juli 2003  Eudaldo Mirapeix y Martínez (1943), voormalig Spaans ambassadeur, laatstelijk in Canada.